# بی ویو (واشینگتن)
بی ویو (به انگلیسی: Bay View) یک منطقهٔ مسکونی در ایالات متحده آمریکا است که در شهرستان اسکاگیت، واشینگتن واقع شده‌است. بی ویو ۴٫۳ کیلومتر مربع مساحت و ۶۹۶ نفر جمعیت دارد و ۷ متر بالاتر از سطح دریا واقع شده‌است.